# Pietraperzia
Pietraperzia is een gemeente in de Italiaanse provincie Enna (regio Sicilië) en telt 7326 inwoners (31-12-2004). De oppervlakte bedraagt 117,8 km², de bevolkingsdichtheid is 62 inwoners per km².

## Demografie
Pietraperzia telt ongeveer 2896 huishoudens. Het aantal inwoners daalde in de periode 1991-2001 met 8,4% volgens cijfers uit de tienjaarlijkse volkstellingen van ISTAT.
| Jaar | Inwoneraantal |
| ---- | ------------- |
| 1991 | 8015          |
| 2001 | 7340          |

## Geografie
De gemeente ligt op ongeveer 476 m boven zeeniveau.
Pietraperzia grenst aan de volgende gemeenten: Barrafranca, Caltanissetta (CL), Enna, Mazzarino (CL), Piazza Armerina, Riesi (CL).

## Geboren
- Dorotea Barresi e Santapau (1536-1591), prinses van Pietraperzia en onderkoningin-gemalin van Napels